# خوسيه لويز كاربوني
خوسيه لويز كاربوني (بالبرتغالية: José Luiz Carbone‏) هو لاعب كرة قدم برازيلي في مركز الوسط، ولد في 22 مارس 1946 في ساو باولو في البرازيل، وتوفي في 27 ديسمبر 2020 في كامبيناس في البرازيل. لعب مع بوتافوغو ريغاتاس وغريميو بورتو أليغرينزي ونادي إنترناسيونال ونادي بونتي بريتا ونادي ساو باولو.

## وصلات خارجية
- خوسيه لويز كاربوني على موقع قاعدة بيانات كرة القدم.إي يو (الإنجليزية)
- خوسيه لويز كاربوني على موقع ناشيونال فوتبول تيمز (الإنجليزية)